# Eko Roni Saputra
Eko Roni Saputra (Samarinda, Provincia de Borneo Oriental, 2 de mayo de 1991) es un artista marcial mixto indonesio que actualmente compite en la categoría de peso mosca de ONE Championship. Entrena en Evolve MMA en Singapur.
Saputra es también un ex-freestyle wrestler que ganó medallas de bronce y plata en los Juegos del Sudeste Asiático en 2009 y 2013. También compitió en los Juegos Asiáticos de 2018 en Yakarta en la división de 57kg.

## Carrera de artes marciales mixtas

### ONE Championship
Saputra hizo su debut en MMA contra Niko Soe el 12 de abril de ONE Championship: Roots of Honor. Perdió la pelea por paro médico en el primer asalto.
En su segunda pelea, Saputra enfrentó a Kaji Ebin el 25 de octubre de 2019 en  ONE Championship: Dawn Of Valor. Ganó la pelea por TKO en el primer asalto por una lesión de hombro.
Saputra enfrentó a ONE Championship: Warrior's Code el 7 de febrero de 2020. Ganó la pelea por sumisión (rear-naked choke) en el primer asalto.
Saputra enfrentó a Murugan Silvarajoo en ONE Championship: Reign of Dynasties el 9 de octubre de 2020. Ganó la pelea por sumisión (keylock) en el primer asalto.
Saputra enfrentó a Ramón González en ONE Championship: Inside the Matrix 2 el 6 de noviembre de 2020. Ganó la pelea por sumisión (rear-naked choke) en el primer asalto.
Saputra enfrentó a Liu Peng Shuai en ONE Championship: Battleground 2 el 13 de agosto de 2021. Ganó la pelea en 10 segundos, noqueando a Shuai con un puñetazo.
Saputra enfrentó a Chan Rothana en ONE: Lights Out el 11 de marzo de 2022. Ganó la pelea por sumisión (rear-naked choke) en el primer asalto.
Saputra enfrentó a Yodkaikaew Fairtex el 21 de octubre de 2022 en ONE 162. Ganó la pelea por sumisión (heel hook) en el primer asalto. Esta victoria lo hizo merecedor de su primer premio de Actuación de la Noche.
Saputra enfrentó a Danny Kingad el 24 de febrero de 2023, en ONE Fight Night 7. Perdió la pelea por decisión unánime.

## Campeonatos y logros

### Artes marciales mixtas
- ONE Championship
  - Actuación de la Noche (Una vez) vs. Yodkaikaew Fairtex[18]

### Freestyle wrestling
- Juegos del Sudeste Asiático
  - 2009 Freestyle de Hombres 50 kg –  tercer lugar
  - 2013 Freestyle de Hombres 55 kg –  segundo lugar

## Récord en artes marciales mixtas
| Récord profesional | Récord profesional | Récord profesional |
| 9 peleas           | 7 victorias        | 2 derrotas         |
| ------------------ | ------------------ | ------------------ |
| Nocaut             | 2                  | 1                  |
| Sumisión           | 5                  | 0                  |
| Decisión           | 0                  | 1                  |

| Resultado | Récord | Oponente           | Método                      | Evento                                | Fecha                  | Ronda | Tiempo | Localización | Notas                   |
| --------- | ------ | ------------------ | --------------------------- | ------------------------------------- | ---------------------- | ----- | ------ | ------------ | ----------------------- |
| Derrota   | 7–2    | Danny Kingad       | Decisión (unánime)          | ONE Fight Night 7                     | 24 de febrero de 2023  | 3     | 5:00   | Bangkok      |                         |
| Victoria  | 7–1    | Yodkaikaew Fairtex | Sumisión (heel hook)        | ONE 162                               | 22 de octubre de 2020  | 1     | 2:16   | Kuala Lumpur | Actuación de la Noche.  |
| Victoria  | 6–1    | Chan Rothana       | Sumisión (rear naked choke) | ONE Championship: Lights Out          | 11 de marzo de 2022    | 1     | 1:34   | Kallang      |                         |
| Victoria  | 5–1    | Liu Peng Shuai     | KO (puñetazo)               | ONE Championship: Battleground 2      | 13 de agosto de 2021   | 1     | 0:10   | Kallang      |                         |
| Victoria  | 4–1    | Ramon Gonzalez     | Sumisión (rear naked choke) | ONE Championship: Inside the Matrix 2 | 6 de noviembre de 2020 | 1     | 4:07   | Kallang      |                         |
| Victoria  | 3–1    | Murugan Silvarajoo | Sumisión (keylock)          | ONE Championship: Reign of Dynasties  | 9 de octubre de 2020   | 1     | 2:29   | Kallang      | Peso pactado (140 lbs). |
| Victoria  | 2–1    | Khon Sichan        | Sumisión (rear naked choke) | ONE Championship: Warrior's Code      | 7 de febrero de 2020   | 3     | 3:45   | Yakarta      |                         |
| Victoria  | 1–1    | Kaji Ebin          | TKO (lesión de hombro)      | ONE Championship: Dawn Of Valor       | 25 de octubre de 2019  | 1     | 0:19   | Yakarta      |                         |
| Derrota   | 0–1    | Niko Soe           | TKO (paro médico)           | ONE Championship: Roots of Honor      | 12 de abril de 2019    | 1     | 3:03   | Pásay        | Debut en peso gallo.    |